# 完全加法的集合関数
数学の分野、とくに測度論において、ある与えられた集合の部分集合上で定義される関数の有限加法性（かほうせい、英: finite additivity）および σ-加法性（シグマかほうせい、英: sigma additivity）は、集合の大きさ（長さ、面積、体積）についての直感的な性質に関する抽象概念である。σ-加法性は可算加法性（かさんかほうせい、英: countable additivity）、完全加法性（かんぜんかほうせい、英: complete additivity) とも呼ばれる。

## 有限加法的集合関数
μ を有限加法族 {\displaystyle {\mathcal {A}}} 上で定義され補完数直線 [−∞, +∞] = R ∪ {±∞} に値を取る関数とする。関数 μ が有限加法的であるとは、{\displaystyle {\mathcal {A}}} 内の任意の互いに素な集合 A と B に対して
{\displaystyle \mu (A\cup B)=\mu (A)+\mu (B)}
が成立することを言う（その帰結として、∞ − ∞ が定義されないままにするために、一つの加法的関数は −∞ と +∞ の両方ともを値として取ることはできない）。
数学的帰納法により、{\displaystyle {\mathcal {A}}} 内の任意の互いに素な集合 A1, A2, …, AN に対して、加法的関数は
{\displaystyle \mu {\Bigl (}\bigcup _{n=1}^{N}A_{n}{\Bigr )}=\sum _{n=1}^{N}\mu (A_{n})}
を満たすことが分かる。これを有限加法性という。

## 加法的集合関数
{\displaystyle {\mathcal {A}}} を σ-代数とする。μ を {\displaystyle {\mathcal {A}}} から R への写像とする。{\displaystyle {\mathcal {A}}} 内の任意の互いに素な集合の列 A1, A2, …, Ak, … に対し
（完全加法性）{\displaystyle \mu \left(\bigcup _{n=1}^{\infty }A_{n}\right)=\sum _{n=1}^{\infty }\mu (A_{n})}
が成立するとき、μ は完全加法的、可算加法的、あるいはσ-加法的であると言い、μ を完全加法的集合関数あるいは加法的集合関数などと言う。
任意の加法的集合関数は、有限加法的であるが、その逆は成立しない。そのような反例については後述を参照されたい。

## 性質

### 基本性質
加法的関数 μ の有用な性質として、以下が挙げられる：
1. μ(∅) = 0.
2. μ が非負で、A ⊆ B ならば μ(A) ≤ μ(B) が成り立つ。
3. A ⊆ B で、μ(B) − μ(A) が定義されるならば、μ(B − A) = μ(B) − μ(A) が成り立つ。
4. 与えられた A および B に対し、μ(A ∪ B) + μ(A ∩ B) = μ(A) + μ(B) が成り立つ。

## 例
加法的集合関数の一例として、実数全体の成す集合 R の冪集合 P(R) 上で定義される次のような関数 μ が考えられる：
{\displaystyle \mu (A)={\begin{cases}1&{\mbox{ if }}0\in A\\0&{\mbox{ if }}0\notin A.\end{cases}}}
A1, A2, …, Ak, … を、R に含まれる互いに素な集合の列とする。このとき、それらのどれも 0 を含まないか、どれか一つだけが 0 を含む二通りの場合が考えられる。いずれの場合でも、等号
{\displaystyle \mu \!\left(\bigcup _{n=1}^{\infty }A_{n}\right)=\sum _{n=1}^{\infty }\mu (A_{n})}
が成り立つため、μ はσ-加法的関数である。
σ-加法的関数のその他の例については、測度および符号付測度の記事を参照されたい。
有限加法的であるが σ-加法的でない関数の例として、上述の例から少し変更を加えた、次のような実数の冪集合で定義される関数 μ が考えられる：
{\displaystyle \mu (A)={\begin{cases}1&{\mbox{ if }}0\in {\bar {A}}\\0&{\mbox{ if }}0\notin {\bar {A}}\end{cases}}}
ここで、上付きのバーは閉包を表す。
この関数が有限加法的であることを確かめるためには、有限数の集合の合併の閉包はそれら各集合の閉包の合併に等しいという性質と、各集合の閉包に 0 が含まれるか否かという点に注目すれば、すぐに分かる。この関数が σ-加法的ではないことを確かめるためには、n = 1, 2, 3, … に対して互いに素な集合の列
{\displaystyle A_{n}=\left[{\frac {1}{n+1}},\,{\frac {1}{n}}\right)}
を考えれば良い。これらの集合の合併は開区間 (0, 1) でありその閉包は [0, 1] であるため、そのような合併に対して関数 μ は値 1 を取る。しかし、各区間毎に対する関数 μ の値は 0 であるため、そのような μ(An) の和も 0 となる。したがって、μ は上述の定義の等式を満たさず、σ-加法的ではない。

## 一般化
任意の加法的なモノイド（例として、任意の群やより一般的なベクトル空間が挙げられる）に値を取る有限加法的関数を定義することが出来る。σ-加法性については、さらに列の極限の概念がその集合上で定義される必要がある。例えば、スペクトル測度はバナッハ代数に値を取る σ-加法的関数である。また別の例として、量子力学の分野における正作用素値測度が挙げられる。

## 注